# Micro-région de Sárbogárd
La micro-région de Sárbogárdr (en hongrois : sárbogárdi kistérség) est une micro-région statistique hongroise rassemblant plusieurs localités autour de Sárbogárd.